# Wilhelm Zaisser
Wilhelm Zaisser, nemški general in politik, * 20. junij 1893, † 3. marec 1958.

## Življenje
Zaisser je študiral za učitelja, ko je izbruhnila prva svetovna vojna. V nemški vojski je služil do leta 1918; ob vrnitvi domov je postal učitelj in komunist. Med Kappovim pučem leta 1920 je bil vojaški vodja Rdeče rurske vojske; posledično je bil aretiran in odpuščen kot učitelj.
Potem je pričel delovati kot poklicni komunist; sprva je deloval kot propagandist, nato pa urednik partijskih glasil. Leta 1923 je postal obveščevalec in deloval proti francoski okupaciji v Porurju. Naslednje leto je bil poslan v Moskvo, kjer je prejel formalno politično in vojaško urjenje. 
Leta 1924 se je vrnil v Nemčijo in postal eden vodilnih obveščevalcev; delal je neposredno za centralni komite. Prvotno je deloval samo na področju Nemčije, a je nato bil ponovno premeščen pod sovjetsko poveljstvo: deloval je kot vojaški svetovalec v Siriji in Severni Afriki (1925-6). Naslednje leto je bil dodeljen izvršilnemu komiteju Kominterne; bil je vojaški svetovalec na Kitajskem (1927-30) in na Češkem (1930-32). Pri tem se je dovolj odlikoval, da je leta 1932 postal član sovjetske komunistične partije in leta 1940 še naturaliziran državljan Sovjetske zveze.
Med letoma 1936 in 1937 se je bojeval v španski državljanski vojni; na koncu je bil poveljnik vseh mednarodnih enot na republikanski strani s činom brigadnega generala. Zaradi neuspeha je bil nekaj časa po vrnitvi zaprt. Med in po drugi svetovni vojni je deloval kot politični komisar nemškim vojnim ujetnikom. 
Leta 1947 se je vrnil v Nemčijo in se pridružil Enotni socialistični stranki Nemčije (SED) in se kmalu povzel v najvišje vodstvo. Že naslednje leto je postal notranji minister in namestnik predsednika vlade Saške - Anhalta. Leta 1949 je bil izvoljen v Volkskammer (ostal do leta 1954), naslednje leto pa je postal strokovni sodelavec Marx-Engels-Lenin-Stalin Inštituta. Istega leta (1950) je postal član vzhodnonemškega politbiroja in centralnega komiteja SED ter bil imenovan za direktorja Stasija. 
V notranjih bojih med vodstvom SED je izgubil in bil leta 1953 razrešen iz vseh položajev ter razglašen za sovražnika ljudstva. Dovolili so mo opravljati prevajalstvo in delovanje na Inštitutu za marksizem in leninizem. Umrl je leta 1958 v Vzhodnem Berlinu.